# Nova Persei 2018
Die Nova Persei 2018 war eine helle Nova die am 29. April 2018 im Sternbild Perseus entdeckt wurde. Zuvor war sie am 16. Februar 1970 als Zwergnova V392 Per von Gerold  Alfred  Richter  aus  Sonneberg gemeldet worden.

## Zwergnova
Eine Zwergnova vom Typ U Geminorum ist ein Typ eines kataklysmischen variablen Systems, der aus einem engen binären Sternensystem besteht, in dem eine der Komponenten ein Weißer Zwerg ist, der Materie von einem kühleren Stern oder einem Unterriesen der Hauptreihe akkretiert. V392 Persei wurde 1970 entdeckt und als Zwergnova klassifiziert, sie hat normalerweise eine visuelle Stärke von 17,4 mag mit Ausbrüchen von 2–3 Größenordnungen. Im Ruhezustand wurde das Spektrum untersucht, wobei nur der kühle Begleitstern erfasst wurde. Das Spektrum zeigt Emissionslinien von Wasserstoff-alpha (Hα) und sowohl neutralem als auch ionisiertem Helium. Die hellsten aufgezeichneten Beobachtungen liegen bei der Stärke 5,6 mag.

## Novaausbruch
Am 29. April 2018 wurde sie von Yuji Nakamura durch ihre extreme Helligkeit entdeckt und am 30. April als Novaausbruch mit der Stärke 6,2 mag spektroskopisch bestätigt. Das Spektrum umfasst breite Hα- und Fe(II)-Emissionslinien mit P-Cygni-Profilen. Der Mittelteil des Absorptionsspektrums hat eine Blauverschiebung von 2.680 km/s, was der Expansionsgeschwindigkeit der Nova-Explosion entsprechen sollte.
Beobachtungen mit dem Fermi Gamma-ray Space Telescope am 30. April zeigen eine starke Gammastrahlenquelle an den Koordinaten der Nova. Die Photometrie der Nova vom Konkoly-Observatorium am 1. Mai 2018 ergab Beträge von 7,38 mag im V-Band und 8,22 mag im B-Band, was darauf hindeutete, dass sie bereits das Maximum überschritten hatte.

## System
V392 Persei ist die südliche Komponente eines Sternpaares, das 8,5 Winkelsekunden auseinander liegt.
Das symbiotische Paar konnte nicht aufgelöst werden und die genaue Bestimmung des kühlen Begleiters ist unklar. Die spektrale Energieverteilung stimmt nicht mit einem hellen Riesenstern überein, es könnte sich jedoch um eine Gruppe weniger leuchtkräftiger Roter Riesen oder Unterriesen handeln. Wenn es sich bei der kühlen Komponente um einen Roten Zwerg aus der Hauptreihe handeln sollte, wie es der Erwartungsfall bei einer Zwergnova wäre, müsste das System näher liegen als die vorgeschlagenen 13.000 Lj.